# 許世勳
許世勳（Hui Sai Fun，1921年—2018年12月5日），香港企業家，生於法屬印度支那廣州灣（今中国广东省湛江市），中建企業前董事會主席。

## 簡介
許世勳是已故船王許愛周的幼子，中學於拔萃男書院就讀。其父許愛周於1940年代創立中建企業有限公司，主要業務包括地產發展及投資，許氏家族資產在2006年估計值200億港元。許愛周對家族資產採用基金管理形式，大部份資產由周興置業有限公司持有，由3名兒子共同持有，家族成員沒有直接分得遺產。而家族在港島石澳大浪灣道10號擁有的豪宅物業，估值約7億港元，名列目前香港最貴的單一豪宅物業。
2018年12月5日，許世勳與世長辭，享年97歲。2021年4月29日，遺孀許簡幸春亦與世長辭，享年103歲。

## 名下馬匹
許世勳是香港賽馬會會員，自1950年代開始在香港成為馬主，名下馬匹幾乎以「惑」字作馬名，英文名以tion結尾的英語單詞，（西班牙扇、佔先、團體馬大嶼山除外），包括西班牙扇、誘惑（曾使用兩次）、迷惑、炫惑、媚惑、靈惑、螢惑、奢惑、巧惑、揚惑、狂惑、佔先、綺惑、卓惑（曾使用兩次）、權惑（曾使用兩次）、湧惑、嘉惑、計惑、鋒惑、策惑、醒惑、燦惑、星惑、創惑、精惑、勁惑、賞惑、讚惑、喜惑、歡惑、控惑、誇惑、期惑、果惑、翔惑、獻惑、估惑（曾使用兩次）、興惑、榮惑（李嘉欣個人名下）、敬惑（許晉亨個人名下）。
許世勳旗下馬匹曾贏得1959年香港打吡大賽、1993年香港盃、2004年美聯物業盃、2004年沙田短途錦標、2005年香港經典一哩賽、2006、2007及2009年百週年紀念短途盃、2007年洋紫荊短途錦標、2008年國泰航空香港短途錦標、2012年主席錦標。
許世勳在港名下馬匹當中，首場頭馬是1957年10月5日贏出的「誘惑」，2018年1月10日，他名下的告東尼馬房賽駒「獻惑」在莫雷拉胯下取勝，成為香港賽馬歷史上，首位勝出100場頭馬的馬主。
許世勳在港名下馬匹已經累積106場頭馬，最近一場頭馬是2021年1月24日的「興惑」。

## 家庭狀況
許世勳、許簡劍勳（又名簡幸春）夫婦有兩名兒子、1名女兒，長子許晉乾，幼子許晉亨曾在1991年與何超瓊結婚，其後離婚。2008年與李嘉欣結婚。女兒許雪元，伍恩倫是許世勳的女婿。此外，他還有3名孫子：許建中、許建德（許晉乾兒子）、許建彤（許晉亨兒子）和4名曾孫：許百賢、許柏朗、許加縉、許洺悅（許晉乾孫子、孫女）。
2009年2月1日賽馬，頭場C跑道第四班1400米，蔡約翰馬房的「賞惑」由騎師韋健仕策騎以14倍半冷勝出頭馬，馬主正是許世勳，許世勳夫婦及許晉亨，李嘉欣夫婦2人亦有到場拉頭馬。(ATV 電視直播，HKJC 資料)。另外同日第8場百週年紀念短途盃，香港一級賽1000米，亦由名下馬「創惑」以15倍頭馬勝出，該馬負126磅騎師為巫斯義，練馬師約翰摩亞。

## 名下物業
2010年5月18日許世勳家族以18.2億元，樓面呎價為68,229元，出售白加道35號給李兆基家族白加道35號Falconridge項目，佔地面積53,350方呎，當時為一幢樓高五層物業，提供八個住宅戶，每個面積約3,300方呎，物業建於1981年，一直用作收租，租期至2010年底。其後，李兆基次子李家誠將上址重建為一幢六層高住宅連平台停車場物業。按地積比率0.5倍計算，重建後約26,675方呎。現時白加道 35號為3楝白色別墅。各大約9000方呎。

## 曾任職位
- 富麗華酒店企業有限公司非執行董事
- 滙豐銀行董事（1973年－1989年）
- 香港置地非執行董事
- 海港企業董事會副主席（1965年－1993年）
- 香港公益金名譽副會長

## 外部連結
- 燦惑贏得香港經典一哩賽（页面存档备份，存于）
- 燦惑贏得百週年紀念短途盃（页面存档备份，存于）
- 獻惑許世勳贏夠100W（页面存档备份，存于）